# Tom Dey
Thomas „Tom“ Ridgeway Dey (* 14. April 1965 in Hanover, New Hampshire) ist ein US-amerikanischer Filmregisseur und Filmproduzent.

## Leben und Wirken
Dey wurde als Sohn von Phoebe Ann (geborene Evans) und Charles Frederick Dey in Hanover, New Hampshire, geboren. Sein Vater war stellvertretender Dekan des Dartmouth College von 1963 bis 1973 und anschließend Leiter der universitätsvorbereitenden Schule Choate Rosemary Hall in Wallingford, Connecticut. Dey zog 1973, als der Vater dort seine neue Stelle antrat, mit der ganzen Familie von Hanover nach Wallingford. In der Robert Earley Middle School, der öffentlichen Schule, die er besuchte, wussten die Mitschüler von der Position des Vaters und verspotteten den Direktorensohn als „Choatie“.
Dey betreute die audiovisuelle Abteilung der Schulbibliothek. Außerdem nutzte er die Angebote des örtlichen Filmclubs, der Filme wie Uhrwerk Orange (A Clockwork Orange, 1971) oder Bonnie und Clyde (Bonnie and Clyde, 1967) vorführte. Diese Erfahrungen waren prägend für seinen beruflichen Lebensweg.
Nach Beendigung der Schule studierte er Religionswissenschaft und Philosophie an der Brown University in Providence, Rhode Island, und schloss dieses 1987 mit einem Bachelor-Examen ab. Er ging daraufhin nach Europa, um am Centre des Etudes Critiques in Paris Filmkunst zu studieren. Nach Abschluss des zweijährigen Studiums kehrte er 1990 in die USA zurück und ließ sich in Los Angeles nieder, wo er sich am American Film Institute (AFI) fortbildete. Während seiner Zeit dort machte er ein Praktikum bei der American Cinematography, wo er mehrere Artikel für das Magazin schrieb. Den Master-Grad am AFI erlangte er 1993.
In der Film-Metropole konnte er nicht sofort Fuß fassen. Zunächst lieh er sich die 16-mm-Kamera eines Freundes und drehte ein paar Fantasie-Werbespots. Ein anderer Freund arbeitete für die Produktionsgesellschaft Ridley Scott Associates (RSA) und ermutigte ihn, die Proben dort einzureichen. Er war gerade dabei, nach Boston zu ziehen, um mit seinem Bruder im Baugewerbe zu arbeiten, als er einen Anruf mit der Einladung zu einem Bewerbungsgespräch bekam. Von da an begann er seine Karriere als Werberegisseur. In den nächsten Jahren führte er Regie bei diversen Werbespots für Kunden wie Mastercard, US Airways, Showtime Networks und L’Oréal.
Im Jahr 2000 wagte Dey den Sprung in die Spielfilmindustrie. Für sein Erstlingswerk Shang-High Noon (Shanghai Noon) besetzte er die Hauptrollen mit Jackie Chan, Owen Wilson und Lucy Liu. Herausgekommen ist ein Western, der nicht den gängigen Klischees folgt, sondern auch Gestaltungsmerkmale anderer Genres aufweist. Deys Mutter erklärte in einem Interview, dass ihr Sohn als kleiner Junge eine Faszination für Western hegte und einmal nach einem Cowboy-Outfit verlangte. Zugleich sei er sehr tierlieb, was einige Filmszenen deutlich machen würden, zum Beispiel wenn das Pferd ein typisches Hundeverhalten an den Tag lege. In der Endabrechnung kann der Film als Achtungserfolg bezeichnet werden, denn die einzelnen Resümees halten sich die Waage: Mal ist von „Kassen- und Kritikererfolg“ die Rede, mal von ausgebliebener Breitenwirkung. Dies reichte aus, dass sich der Regiedebütant in der Branche bekannt machen konnte. Der Film gab ihm auch die Gelegenheit, sein erstes Musikvideo zu drehen, und zwar zu Uncle Krackers Yeah, Yeah, Yeah, das auf dem Soundtrack des Films zu hören ist.
Zwei Jahre nach Shang-High Noon veröffentlichte er Showtime, eine Mischung aus Komödie und Actionfilm. Trotz Robert De Niro in der Hauptrolle floppte der Film. Es dauerte vier Jahre, bis Dey auf die große Leinwand zurückkehrte, diesmal mit der romantischen Komödie Zum Ausziehen verführt (Failure to Launch, 2006) mit Matthew McConaughey und Sarah Jessica Parker in den Hauptrollen. Der Film war ein mäßiger Erfolg. Einerseits erhielt er einige Auszeichnungen sowie Preisnominierungen, andererseits schlechte Kritiken. Das Lexikon des internationalen Films schrieb beispielsweise: „Sinnfreie, ganz auf Frohsinn getrimmte romantische Komödie, die ihrer belanglosen Handlung weder durch inszenatorisches Timing noch überzeugende Gags besonderen Reiz verleiht.“
Als Nächstes nahm er sich – sowohl als Regisseur als auch als Produzent – die Familienkomödie Marmaduke (2010) vor. 2017 war er an der Fernsehserie Snatch beteiligt, einer Adaption des gleichnamigen Guy-Ritchie-Films, der im deutschsprachigen Raum unter dem Titel Snatch – Schweine und Diamanten lief. Er knüpfte damit an 1998 an, als er bei einer Folge der Horror-Anthologie-Serie Begierde – The Hunger (The Hunger) Regie führte.

## Filmografie (Auswahl)
Als Regisseur
- 1998: Begierde – The Hunger (The Hunger, Fernsehserie, Folge 1x21)
- 2000: Shang-High Noon (Shanghai Noon)
- 2002: Showtime
- 2006: Zum Ausziehen verführt (Failure to Launch)
- 2010: Marmaduke
- 2018: Snatch (Fernsehserie, 3 Folgen)
- 2022: Wedding Season